# St. Elmo’s Fire (Man in Motion)
St. Elmo’s Fire (Man in Motion) ist eine Pop/Rock-Ballade des britischen Musikers John Parr. Der Song erreichte am 7. September 1985 für eine Woche Platz eins in den USA sowie Platz sechs in Deutschland und im Vereinigten Königreich.

## Geschichte
Das Lied wurde ursprünglich von David Foster und John Parr für den kanadischen Athleten Rick Hansen geschrieben, der zu dieser Zeit im Rollstuhl saß und um die Welt reiste. Er nannte seine Reise die Man-in-Motion-Tour. Diese Informationen dienten als Inspiration für den Inhalt und den Titel des Liedes.
Das Lied diente als Titelsong zum Film St. Elmo’s Fire (aus dem Titel des Filmes und dem Motto der oben erwähnten Tour entstand der Titel des Liedes). Es wurde in den USA der erste und einzige Nummer-eins-Hit für John Parr. Das gleichnamige Soundtrack-Album, auf dem der Song erschien, erhielt die Nominierung für einen Grammy Award for Best Album of Original Score Written for a Motion Picture or a Television Special bei den Grammy Awards 1986.
Das Lied erschien ursprünglich nicht auf John Parrs selbstbetitelten, bereits 1984 veröffentlichten Album John Parr, aber wegen des großen Erfolgs der Single wurde das Lied später bei Wiederveröffentlichungen als Bonuslied hinzugefügt.
Einige Mitglieder der US-Band Toto singen als Chor im Hintergrund des Liedes und sorgen für den Begleitgesang. Zudem spielten Steve Porcaro, Steve Lukather und David Paich viele der Keyboard- sowie die Gitarrenspuren des Songs ein. Carlos Vega, der ein stilistisches Vorbild für den Toto-Schlagzeuger Jeff Porcaro  und u. a. auf Studioalben von Laura Branigan zu hören war, spielte mit elektronischen Simmons SDS-Pads die Schlagzeugspuren ein. Jeff Porcaro, Steve Lukather und Carlos Vega kannten sich bereits seit der High School und waren wie auch David Paich gefragte Studiomusiker in Los Angeles. Vega nahm sich 1998 das Leben, Jeff Porcaro starb bereits sechs Jahre zuvor.

## Sonstiges
Das Lied ist in der Simpsons-Episode Sideshow Bob Roberts zu hören; es wird das Lieblingslied von Lisa Simpson.
Die Textzeile „Gonna be your man in motion“ wird von Jason Sklar in einer Episode von Cheap Seats wiederholt.
Das Lied war 2007 im Film Die Solomon Brüder zu hören.
Das Lied war in einer Episode von The Facts of Life zu hören.
Das Lied wurde im Deadpool 2-Teaser verwendet.

## Musikvideo
Das Musikvideo zum Lied enthält einige Ausschnitte aus  dem Film St. Elmo’s Fire. In den weiteren Szenen sieht man John Parr mit der kompletten Crew des Films. Parr schaut aus dem Fenster an einem nebligen Morgen und sieht nach kurzer Zeit, dass die St.-Elmo’s-Bar Feuer gefangen hat und nun brennt. Danach alarmiert er die anderen, und sie versuchen, das Feuer mit allen Mitteln zu löschen.

## Coverversionen
Eine Coverversion des Liedes wurde 1989 von REO Speedwagon aufgenommen. REO Speedwagons Gitarrist Dave Amato coverte das Lied ebenfalls für sein Solo-Album Still Got It, das im Jahr 1995 veröffentlicht wurde.
The Ventures nahmen eine Instrumental-Coverversion des Liedes, für ihr 2006 erschienenes Album Major Motion Picture auf.
Eine Remixversion des Liedes wurde im Mai 2006 von Tommyknockers mit dem Titel New Horizon produziert, die es auf Platz 43 der UK-Charts schaffte, aber die Billboard Hot 100 verfehlte.
2-4 Grooves coverten das Lied 2006 mit dem Titel Writing on the Wall.

## Kommerzieller Erfolg

### Charts
| ChartsChartplatzierungen       | Höchstplatzierung | Wochen |
| ------------------------------ | ----------------- | ------ |
| Deutschland (GfK)              | 6 (13 Wo.)        | 13     |
| Österreich (Ö3)                | 8 (10 Wo.)        | 10     |
| Schweiz (IFPI)                 | 4 (12 Wo.)        | 12     |
| Vereinigtes Königreich (OCC)   | 6 (15 Wo.)        | 15     |
| Vereinigte Staaten (Billboard) | 1 (22 Wo.)        | 22     |

### Auszeichnungen für Musikverkäufe
| Land/Region                  | Auszeichnungen für Musikverkäufe (Land/Region, Auszeichnung, Verkäufe) | Verkäufe |
| ---------------------------- | ---------------------------------------------------------------------- | -------- |
| Kanada (MC)                  | Gold                                                                   | 50.000   |
| Vereinigtes Königreich (BPI) | Silber                                                                 | 250.000  |
| Insgesamt                    | 1× Silber · 1× Gold ·                                                  | 300.000  |